# Ashi-magari
Ashimagari (足まがり?, lett. "gira gambe") è uno yōkai del folclore giapponese originario della città di Takamatsu e del villaggio di Ishida (ora città di Sanuki), prefettura di Kagawa, contea di Ōkawa nella regione di Shikoku. Anche se non può essere visto, si crede generalmente che sia un tipo di kitsune o tanuki.

## Descrizione
La parola magari (まがり?), nel dialetto locale, significa "aggrapparsi". È stato chiamato "ashimagari" proprio perché si aggrappa ai piedi dei passanti e li fa cadere.
Si dice che quando le persone camminano per strada, all'improvviso rimangono avvolte in qualcosa di simile al cotone che ostacola loro il cammino. Chi si china per toccarlo descrive la sensazione di toccare del cotone o forse la coda di un animale, ma toccarlo lo fa volare via. Alcuni pensano che gli ashimagari siano in realtà imparentati con i tanuki, o che possano essere tanuki a loro volta, assumendo questa curiosa forma cotonosa per fare uno scherzo ai viaggiatori notturni.